# ييكيموفيتشي (سمولينسك)
ييكيموفيتشي (بالروسية: Екимовичи) هي مدينة في مقاطعة سمولينسك أوبلاست في روسيا.
يبلغ عدد سكانها حوالي 1481 نسمة.